# Tureshmat Corona
La Tureshmat Corona è una struttura geologica della superficie di Venere.